# Чуриловка (Вологодская область)
Чуриловка — посёлок в Тотемском районе Вологодской области.
Входит в состав Великодворского сельского поселения, с точки зрения административно-территориального деления — в Усть-Печенгский сельсовет.
Расположен на правом берегу реки Сухона. Расстояние до районного центра Тотьмы по автодороге — 28 км, до центра муниципального образования деревни Великий Двор  по прямой — 18 км. Ближайшие населённые пункты — Любавчиха, Мыс, Ухтанга.
По переписи 2002 года население — 348 человек (163 мужчины, 185 женщин). Преобладающая национальность — русские (97 %).